# Neptis saclava
Espèce
Neptis saclava est une espèce africaine de lépidoptères (papillons) de la famille des Nymphalidae et de la sous-famille des Limenitidinae. 

## Morphologie
L'envergure de l'imago est de 40 à 45 mm pour les mâles, et 45 à 48 mm pour les femelles[réf. souhaitée].

## Systématique
L'espèce actuellement appelée Neptis saclava a été décrite par l'entomologiste français Jean-Baptiste Alphonse Dechauffour de Boisduval en 1833, sous le nom initial de Limenitis saclava. La localité type est Madagascar,.

## Répartition et sous-espèces
Originaire d'Afrique, Neptis saclava est divisée en deux sous-espèces :
- Neptis saclava saclava (Boisduval, 1833) — à Madagascar.
- Neptis saclava marpessa (Hopffer, 1855)[3] — sur le continent, du Cameroun à l'Éthiopie et à l'Afrique du Sud.

## Biologie
Les plantes hôtes des chenilles sont Acalypha glabrata, Combretum bracteosum, Ricinus communis, des Australina et des Pilea.